# Тераина
Тераина (англ. Teraina, кириб. Teeraina), или остров Вашингтон (Washington Island), — атолл в архипелаге Лайн, центральная часть Тихого океана. Атолл принадлежит Республике Кирибати. В 2010 году численность населения острова составляла 1690 человек.
Остров был открыт 12 июня 1798 года американским путешественником Эдмундом Фаннингом, который назвал атолл в честь американского президента Джорджа Вашингтона.
В 1889 году атолл был аннексирован Британской империей. Впоследствии, в 1916 году стал частью британской колонии Острова Гилберта и Эллис. В 1979 году, после обретения островами Гилберта независимости, атолл был переименован в остров Тераина.

## География

### Общая характеристика
Остров Тераина представляет собой низменный коралловый атолл площадью 9,55 км². Расположен в северной части архипелага Лайн примерно в 150 км к северо-западу от атолла Табуаэран. Длина Тераины составляет около 7,5 км, а ширина — 2,5 км.
Остров Тераина значительно отличается от острова Рождества и Табуаэран, прежде всего, своим размером: он значительно меньше по площади. Остров окружён окаймляющим рифом, который достаточно узок (однако, в восточной части его ширина составляет около 500 м, что значительно затрудняет доступ к Тераине с океана). Его рифовая платформа имеет овальную форму.
В центре острова, в низменном районе, расположен пресноводный водоём, полностью изолированный от океанических вод.

### Формирование острова
Остров Тераина, как и другие острова архипелага Лайн, приурочены к подводному хребту Лайн-Манихи, формирование которого длилось с 128 млн по 105—80 млн года до нашей эры. Долгое время это горное образование находилось под водой. Однако примерно 85—80 млн лет назад в этом регионе Тихого океана произошли сильные колебания. В результате было отмечено поднятие базальтовой океанической возвышенности в фотическую зону океана. Одновременно с этим процессом вдоль всего хребта произошло формирование нескольких коралловых рифов. В дальнейшем последовало охлаждение горных пород, складывающих основание подводного хребта, в результате чего начался процесс медленного погружения под воду, который продолжается до сих пор. Однако нарастание коралловых рифов не прекратилось. Вполне вероятно, что в период олигоцена 25—35 млн лет назад произошло формирование атоллов архипелага Лайн, в том числе, острова Тераина, тем не менее этот факт ещё оспаривается некоторыми учёными.

### Геоморфология
Узкое побережье острова Тераина покрыто песком и обломками кораллов. Вдоль юго-восточного и северо-восточного побережья сосредоточены обнажившиеся береговые породы длиной до 30 м. Береговые насыпи вокруг всего острова, за исключением западной стороны, состоят из коралловых обломков, булыжников и гальки размером от 5 до 30 см. Изредка в их структуру включены рифовые блоки.
В некоторых частях острова береговой вал подвергнут эрозии, например, в северо-восточной части Тераины, которая находится под воздействием ветров восточного направления.
В местах произрастания пизонии повсеместно встречаются фосфатизированный песок и фосфатные породы, которые, обнажаясь, образуют крупные фосфоритные глыбы, достигающие высоты до 1 м. Наиболее крупные скопления фосфоритов сосредоточены в восточной части Тераины, где расположен лес пизонии, и в западной части недалеко от деревни Тенгкоре, где произрастает пизония и хлебное дерево. Наличие фосфоритов на таком влажном острове как Тераина вызывает большой интерес у геологов, так в большинстве случаев они отсутствуют на подобных островах, поэтому чёткого объяснения причин возникновения этой горной породы на Тераине нет.
В западной и восточной частях острова расположены болотистые местности, покрытые густой растительностью. Это отличает Тераину от других островов в архипелаге Лайн: Молден и Старбак, климат на которых очень засушлив.

### Пресноводное озеро
Одной из особенностей Тераины является наличие на острове пресноводного озера, которое на протяжении долгих лет является объектом исследования многочисленных специалистов, выдвинувших не одну гипотезу касательно его происхождения и формирования. Феномен состоит в том, что у немногих атоллов в Тихом океане можно найти лагуну, которая полностью изолирована от океанических вод и заполнена слегка солоноватой или пресной водой, годной для питья.
Предположительно, в далёком прошлом это озеро площадью около 2 км² было частью лагунной системы, так как на его дне были обнаружены многочисленные раковины морских моллюсков, мёртвые кораллы. Максимальная глубина этого озера составляет 10 метров, однако его большая часть покрыта остатками рифовых образований, которые залегают в большинстве мест на глубине всего в 1 метр. Вода в озере очень мутная, что связано с наличием водорослей, и пресная на всех глубинах.
Процесс, в результате которого произошло опреснение морской воды лагуны, является объектом многочисленных дебатов. Так, норвежский учёный Эрлинг Кристоферсен предположил, что изоляция лагуны в центре Тераины произошла в результате возвышения острова, а морская вода постепенно подверглась опреснению или ушла через дренажную систему острова. Сторонником этой теории является и американский геолог Честер К. Уэнтворт (Chester K. Wentworth), который добавил, что процесс опреснения занял не одно столетие. По мнению же зоолога Джорджа Хатчинсона, никаких доказательств достаточного поднятия поверхности Тераины просто нет, поэтому теория, предложенная его коллегами, вовсе не имеет никаких оснований.
Карл Элшнер (Carl Elschner) дал другое объяснение появлению пресной воды в озере Тераины. Гуановый материал, смытый в лагуну, в конечном счёте мог привести к образование гуано и скоплению органических осадков на дне лагуны. В результате произошло формирование кальциево-фосфатной грязи, похожей на глину, которая впоследствии блокировала лагунную воду от подземных протоков, связывающих её с океанической морской водой. А в результате частых дождей произошло опреснение воды.

### Климат
Климат на Тераине тропический. Среднегодовая температура на острове составляет +28—32 °C. Среднегодовое количество осадков составляет около 2902 мм, хотя, например, на острове Рождества, расположенном к югу, эта цифра составляет всего 766 мм. Самыми дождливым месяцами являются март—июнь (в эти месяца выпадает по меньшей мере 275 мм осадков). Самые сухие месяца — август—ноябрь (чуть более 120 мм осадков).

## Флора и фауна
Остров Тераина покрыт густыми лесами (почти 80 % суши), в которых произрастает преимущественно кокосовая пальма. Всего на острове зарегистрирован 91 вид сосудистых растений, 25 из которых являются местными. Другие виды являются или культивируемыми (46 видов), или завезёнными на Тераину (20 видов). Завезённые растения преимущественно произрастают рядом с поселениями, у дорог и вблизи аэродрома.
В лесистых местностях преобладают кокосовая пальма, пизония и хлебное дерево. В нижнем ярусе произрастают папоротники. Вблизи побережья самым распространённым растением является турнефорция. Значительное место в экосистеме острова занимают болотистые местности, в которых отсутствуют какие-либо деревья, но произрастают разнообразные травянистые растения.
Во время изучения острова в 1874 году в болотистых местностях Тераины была замечены серые утки вида Anas strepera couesi, однако в первые десятилетия колонизации острова людьми эта утка вымерла. В настоящее время на Тераине обитает самая большая популяция камышовки вида Acrocephalus aequinoctialis (местные жители называют её «бокикокико»), которая также встречается на островах Рождества и Бейкер. Популяция рубинового лори-отшельника, завезённого, предположительно, древними полинезийцами, составляет несколько сот особей. На острове обитает большое количество видов морских птиц, десять из которых гнездятся на Тераине. Единственным млекопитающим острова является малая крыса.

## История

### Предыстория
Острова архипелагов Лайн и Феникс ко времени их открытия европейцами были необитаемы. Однако есть свидетельства того, что до появления на них европейцев по крайней мере четыре острова этих архипелагов были заселены людьми. На острове Тераина было найдено два объекта, которые были созданы человеком. Один из них — «круглое ограждение из коралловых блоков примерно 12 футов диаметром» в западной части острова рядом с современным поселением людей, которое было обнаружено Стоуксом (Stokes) и о котором было сообщено Эмори (Emory). Недалеко от этой местности было найдено базальтовое Тесло, которое впоследствии было описано археологом Бэном Финни. Он пришёл к выводу о том, что найденное тесло явно схоже с западнополинезийскими и по форме и патинированию напоминает те, что были найдены на острове Табуаэран.
Всё это свидетельствует о том, что в далёком прошлом остров был заселён полинезийцами, или, по крайней мере, они знали о существовании Тераины. Тем не менее всё ещё остаётся неясным, где находилась прародина древних жителей острова: в восточной или западной Полинезии.

### XVIII—XIX века
Первым представителем Запада, увидевшим остров Тераина, является американец Эдмунд Фаннинг, открывший остров 12 июня 1798 года. Несмотря на то, что Фаннинг не высадился на острове, он восторженно отозвался о нём в своём дневнике:
Он был намного величественнее острова Фаннинг и, более того, был покрыт растениями или травой, представ перед нашими глазами в прекрасном зелёном и цветущем обличье. Со всеобщего одобрения каждого члена экипажа, как офицеров, так и моряков, и с чувством гордости за нашу страну мы назвали его островом Вашингтон в честь президента Вашингтона, отца нашей страны. Пополнив недавно наши корабельные запасы, совсем не было необходимости высаживаться на нём, хотя деревья и зелёная листва, среди которой мы отчётливо видели высокие кокосовые пальмы, побуждали нас это сделать, но мы поплыли на юг... Нет сомнения в том, что на этом острове судно могло в изобилии пополнить свои запасы великолепными продуктами для экипажа. Как и на острове Фаннинг, нам не удалось найти каких-либо доказательств, что он обитаем.
Вполне вероятно, что на протяжении XIX века мимо Тераины проплыло большое количество торговых и китобойных судов. Так, например, в 1833 году мимо острова на корабле «Баудитч» (Bowditch) проплывал капитан Гарднер, который безуспешно попытался направить к берегу несколько лодок, чтобы пополнить запасы кокосов. Так как точная долгота острова установлена не была, многие путешественники и торговцы, не зная, что они проплывали мимо уже давно открытого острова Вашингтон, обозначали остров под различными названиями, искренне считая себя его первооткрывателями. Например, в 1814 году Мартином[уточнить] Эрроусмитом (Martin Arrowsmith) была опубликована карта острова под названием «Нью-Йорк», который якобы располагался поблизости от острова Вашингтон.
В декабре 1840 года Чарльзом Уилксом в эту часть Тихого океана даже была специальна направлена американская исследовательская экспедиция из двух кораблей под командованием Уильяма Хадсона. Исследовав этот район Тихого океана, стало понятно, что под разными координатами обозначен один остров — остров Вашингтон. Как и его предшественники, Хадсон даже не попытался высадиться на Тераине из-за отсутствия безопасной якорной стоянки.
Очень долгое время остров Вашингтон находился в тени своего соседа — острова Фаннинг (Табуаэран), колонизировать которого пытались ещё в начале 1820-х годов. Первые же попытки заселить Тераину относятся только к середине XIX века, но точных сведений, кто был первым колонизатором острова, не сохранилось.
В 1850-х годах ряд островов в центральной части Тихого океана стали предметом растущего интереса со стороны многих коммерсантов, занимавшихся добычей гуано. В 1858 году в газете New-York Tribune был опубликован список 48 островов, на которые предъявили свои права США согласно Закону о гуано от 1856 года. Этот закон представлял гражданам США право предъявления претензий на острова в Тихом океане, которые были необитаемы или не находились под юрисдикцией других государств и на которых присутствовало гуано. В этом списке был и остров Проспект (как считается, является одним из названий острова Вашингтон). В 1859 году с целью аннексии островов к островам Лайн направилось судно Геррита Джуда (Gerrit Parmile Judd), торгового агента Американской гуановой компании. Он доплыл до острова Вашингтон 1 августа 1859 года и пробыл там до 3 августа. За время своего пребывания Джуд составил одно из первых подробных описаний острова. В нём он ни разу не упомянул о местных жителях, которые ранее населяли Тераину (это свидетельствует о том, что жители уже покинули остров). 3 сентября остров стал собственностью США. Но несмотря на это, Американская гуановая компания сосредоточила всю свою экономическую деятельность на южных островах архипелага Лайн, оставив без внимания остров Вашингтон.
Постоянное поселение на Тераине появилось только в 1860 году и было колонизировано Генри Инглишом (Henry English). Подтверждением этому служат ряд записей в бортовых журналах кораблей, которые причаливали у острова (например, китобойного судна, экипаж которого высадился на Тераине в 1861 году). В 1864 году Инглиш продал свою часть острова Уильяму Грейгу (William Greig) и Джорджу Бикнеллу (George Bicknell). Фактически управление Вашингтоном находилось в руках Бикнелла, по поручениям которого на Тераину были завезены сначала в 1874 году таитянские рабочие, затем в 1882 году жители острова Манихики, а в 1894 году — жители островов Гилберта.
В 1878 году на острове Вашингтон были проведены очередные исследования на наличие гуано, но уже британским торговцем Джоном Эранделом (John T. Arundel), который позднее станет главным акционером Тихоокеанской фосфатной компании (Pacific Phosphate Company), занимавшейся добычей фосфоритов на островах Науру и Банаба. Однако каких-либо доказательств разработок гуано на Тераине не сохранилось, что можно объяснить труднодоступностью острова или низким качеством помёта морских птиц.
В 1874 году к островам Пальмира, Вашингтон и острова Рождеству был направлен американский корабль «Портсмаут» (USS Portsmouth) под командованием Джозефа С. Стерретта (Joseph S. Sterrett). Целью данной экспедиции было выяснить, существует ли на самом деле остров Проспект, который на многих картах того времени обозначался как самостоятельный остров вблизи Тераины. Входе посещения экспедицией Вашингтона было составлено первое научное описание острова.
Путаница касательно координат, названий и числа островов в северной части архипелага Лайн сохранялась ещё очень долгое время. Британская империя не упускала свой шанс, и 29 мая 1889 года на острове Вашингтон высадился командир корабля «Коморант» (HMS Cormorant) Николс (Commander Nichols), что фактически означало аннексию острова.
В 1884 году Джордж Бикнел умер, и часть плантаций на острове Вашингтон, которая ранее принадлежала ему, перешла в руки его брата, Джеймса Бикнелла (James Bicknell), который впоследствии стал ревизором города и графства Гонолулу. Однако производство копры на островах Вашингтон и Фаннинг находилось под контролем Уильяма Грейга и его семьи, состоявшей из четырёх сыновей и пяти дочерей, вплоть до смерти Уильяма в 1892 году. Впоследствии руководство плантациями перешло его младшему сыну Джорджу Грейгу (George Greig).

### XX век
В 1903 году право на покупку плантаций Бикнелла на острове Вашингтон получил Хампфри Беркли (Humphrey Berkeley), который сразу же попытался заинтересовать английскую компанию «Левер Бразерс» (Lever Brothers), занимавшуюся производством мыла. Однако привлечь компанию не удалось. Тем временем, между родственниками Уильяма Грейга началось судебное разбирательство касательно его наследства. Слушание проходило в 1903 году в городе Сува (Фиджи).
Плантациями на острове Вашингтон руководил в то время Джордж Грейг вместе со своим братом Уильямом. Финансовые трудности, которые стали очевидными ещё до судебного разбирательства, привели в 1907 и в 1908 годах к тому, что ряд кредиторов, попытались вернуть свои деньги судебным путём. В результате Джордж Грейг был вынужден продать за долги острова Вашингтон и Фаннинг. Новым собственником стал французский священник Петрико Эммануил Роге (фр. Petrico Emmanuel Rougier). Он сразу же основал компанию Фаннинг Айленд Плантейшн (англ. Fanning Island Plantation Ltd.), в подчинении которой находились кокосовые плантации островов Фаннинг и Вашингтон. Однако впоследствии Роге продал значительную долю этой компании британскому синдикату, принадлежавшему предпринимателю Армстронгу (C. M. Armstrong). Семья же Грейга оставалась жить и работать на плантациях.
Во время Первой мировой войны Тераина не раз подвергался обстрелам немецких кораблей, целью которых было уничтожение кабельной станции на острове — важного объекта Транстихоокеанского кабеля, который связывал город Сидней (Австралия) с Ванкувером (Канада).
В 1935 году острова Вашингтон и Фаннинг были куплены австралийской компанией Бёрн Филип Ко. Лтд. (Burns Philp Co. Ltd.), которая производила копру на островах вплоть до 1983 года, когда острова Фаннинг и Вашингтон были проданы Республике Кирибати. Сразу же после этого остров был переименован в остров Тераина.

## Население
| № | Поселение  | Английское название | Население, чел. (2010) |
| - | ---------- | ------------------- | ---------------------- |
| 1 | Абаианг    | Abaiang             | 146                    |
| 2 | Кауамвемве | Kauamwemwe          | 198                    |
| 3 | Утеуте     | Uteute              | 141                    |
| 4 | Тангкоре   | Tangkore            | 410                    |
| 5 | Матанибике | Matanibike          | 91                     |
| 6 | Арабата    | Arabata             | 353                    |
| 7 | Мвакеитари | Mwakeitari          | 177                    |
| 8 | Онауэа     | Onauea              | 174                    |
|   | Всего      | Total               | 1690                   |

## Экономика
Основное занятие жителей — производство копры.